# Altenroda
Altenroda è una frazione (Ortsteil) del comune tedesco di Bad Bibra, situato nel circondario di Burgenland, nel land della Sassonia-Anhalt.
Fino al 30 giugno 2009 Altenroda era un comune autonomo.
È il paese natale del teologo Johann Trinius (1722-1784), autore del famoso “Freydenker-Lexikon” (“Dizionario dei liberi pensatori”).